# Diocesi di San Pedro de Macorís
La diocesi di San Pedro de Macorís (in latino Dioecesis Sancti Petri de Macoris) è una sede della Chiesa cattolica nella Repubblica Dominicana suffraganea dell'arcidiocesi di Santo Domingo. Nel 2022 contava 607.000 battezzati su 700.000 abitanti. È retta dal vescovo Santiago Rodríguez Rodríguez.

## Territorio
La diocesi comprende le province dominicane di Hato Mayor e San Pedro de Macorís.
Sede vescovile è la città di San Pedro de Macorís, dove si trova la cattedrale di San Pietro apostolo.
Il territorio è suddiviso in 28 parrocchie.

## Storia
La diocesi è stata eretta il 1º febbraio 1997 con la bolla Veritatem lucem di papa Giovanni Paolo II, ricavandone il territorio dall'arcidiocesi di Santo Domingo e dalla diocesi di Nuestra Señora de la Altagracia en Higüey.

## Cronotassi dei vescovi
Si omettono i periodi di sede vacante non superiori ai 2 anni o non storicamente accertati.
- Francisco Ozoria Acosta (1º febbraio 1997 - 4 luglio 2016 nominato arcivescovo di Santo Domingo)[1]
- Santiago Rodríguez Rodríguez, dal 3 novembre 2017

## Statistiche
La diocesi nel 2022 su una popolazione di 700.000 persone contava 607.000 battezzati, corrispondenti all'86,7% del totale.
| anno | popolazione | popolazione | popolazione | presbiteri | presbiteri | presbiteri | presbiteri                | diaconi | religiosi | religiosi | parrocchie |
| anno | battezzati  | totale      | %           | numero     | secolari   | regolari   | battezzati per presbitero | diaconi | uomini    | donne     | parrocchie |
| ---- | ----------- | ----------- | ----------- | ---------- | ---------- | ---------- | ------------------------- | ------- | --------- | --------- | ---------- |
| 1999 | 405.000     | 450.000     | 90,0        | 17         | 10         | 7          | 23.823                    | 2       | 8         | 59        | 12         |
| 2000 | 432.000     | 480.000     | 90,0        | 20         | 15         | 5          | 21.600                    | 2       | 6         | 66        | 18         |
| 2001 | 432.000     | 480.000     | 90,0        | 17         | 10         | 7          | 25.411                    | 2       | 8         | 73        | 18         |
| 2002 | 490.000     | 580.000     | 84,5        | 15         | 11         | 4          | 32.666                    | 8       | 6         | 78        | 19         |
| 2003 | 492.000     | 581.000     | 84,7        | 17         | 13         | 4          | 28.941                    | 8       | 8         | 81        | 20         |
| 2004 | 492.000     | 581.000     | 84,7        | 19         | 13         | 6          | 25.894                    | 8       | 7         | 84        | 20         |
| 2014 | 573.000     | 661.000     | 86,7        | 25         | 20         | 5          | 22.920                    | 25      | 14        | 90        | 24         |
| 2017 | 582.000     | 670.000     | 86,9        | 29         | 21         | 8          | 20.068                    | 31      | 16        | 92        | 25         |
| 2020 | 597.300     | 688.100     | 86,8        | 31         | 24         | 7          | 19.267                    | 31      | 18        | 77        | 28         |
| 2022 | 607.000     | 700.000     | 86,7        | 30         | 26         | 4          | 20.233                    | 26      | 14        | 73        | 28         |